# Върбе
Върбе (на хърватски: Vrbje) е село и община в Бродско-посавска жупания, Хърватия.
Според преброяването от 2011 г. има 2215 жители, 99 % от които хървати.